# Protonarthron microps
Protonarthron microps är en skalbaggsart som först beskrevs av Jordan 1903.  Protonarthron microps ingår i släktet Protonarthron och familjen långhorningar.
Artens utbredningsområde är:
- Gabon.
- São Tomé och Príncipe.

Inga underarter finns listade i Catalogue of Life.